# Loake

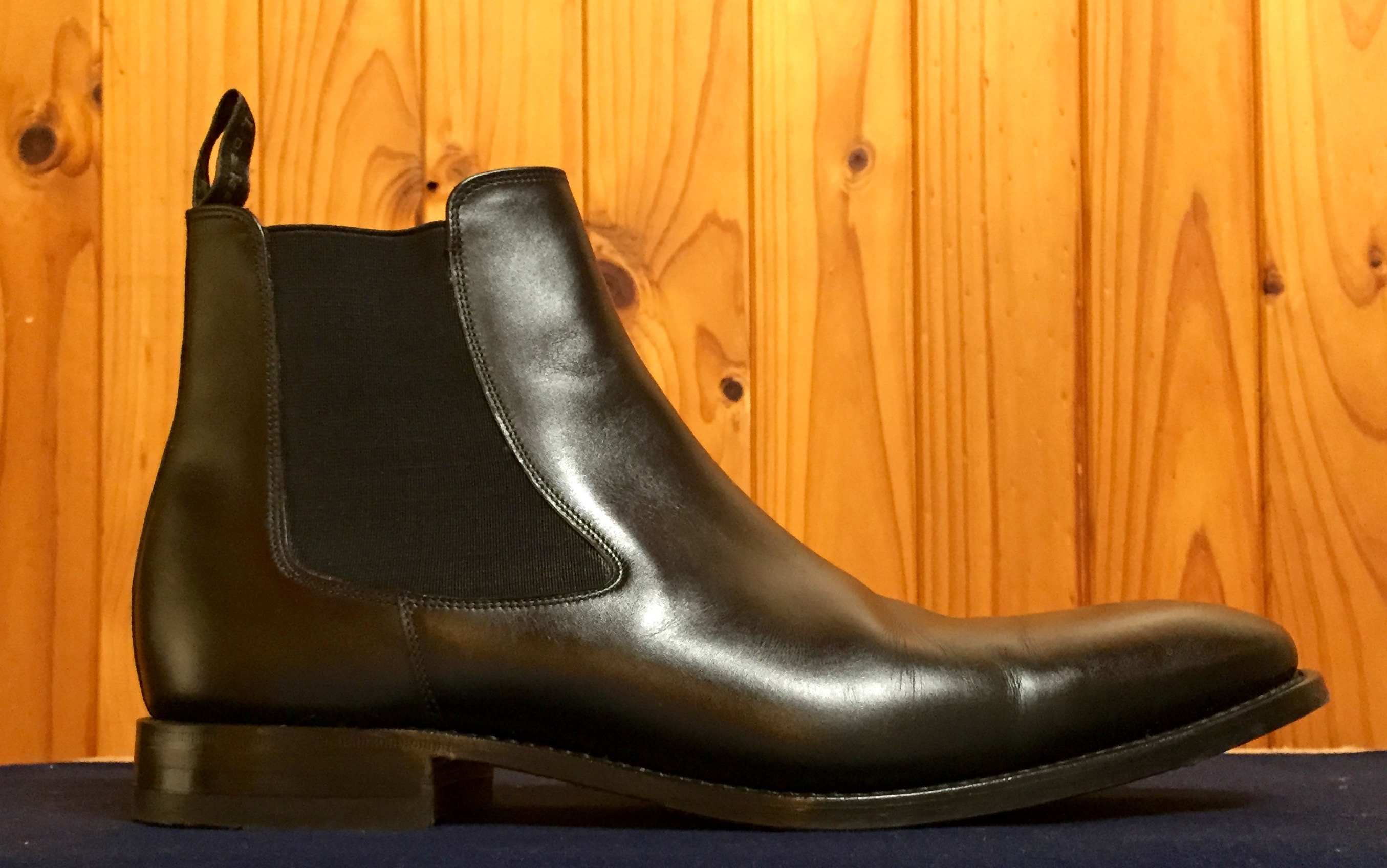
劳克切尔西靴

Loake或称劳克，是英国的一家制鞋廠，成立于1880年。总部位于英格兰北安普敦郡的凯特林。劳克在中国的香港、上海拥有自己的专柜。